# 傣族
傣族（傣仂语： /tai˥˩/；傣阮语：ᨴᩱ/tai˧/；傣那语：ᥖᥭᥰ /tai˥/；泰語：或），可以指称泰老民族，又可指称中国大陸境内的泰老民族。在1949年中華人民共和國建國前，稱作泰族，經民族识别，中華人民共和國官方稱呼被改為傣族。傣族是中国大陸跨境民族之一，與百濮、百越有關，与缅甸的掸族、坎底傣、老挝的主体民族佬族和泰国的主体民族泰族（泰語： /tʰaj˧/），印度阿萨姆阿豪姆人系出同源。
中国大陸境内的傣族，包括有傣泐（云南西双版纳、普洱）、傣阮（云南西双版纳，有几个村寨是傣阮村寨，而傣阮的主体主要位于泰国北部，此外还有老挝北部、缅甸掸邦）、傣龙（即掸族，缅甸掸邦云南德宏）、黑泰（云南金平）、傣痕（云南普洱，傣痕的主体主要位于缅甸掸邦景栋）等等。佤族对傣族称呼为“Siam”。
泰老民族按照地区和文化的不同，有各自的称呼，可以划分为30多个群体，主要的是：
- Shan（掸族 / Tai Long，傣龙）（Tai Yai，傣亚 / 花腰傣、Tai Nüa，傣那/花腰傣）；
- Khamti、Tai Laing、Tai Phake、Tai Aiton、Khamyang、Ahom、Turung，分布于印度和印缅边境
- Laos（老族，又有6个支系老龙、老允、老康等等）、Lao Isan（泰国依善地区老族）、Nyaw（泰国依善地区）、Phu Thai（普泰，泰国依善地区和老挝中部）
- Tai Dam（黑傣）、Tai Dón（白泰）、Tai Daeng（红泰）、Phuan（傣Phuan）、Thai Song（松）
- Tai Yuan（傣沅）、Tai Lü（傣泐）、Khun（傣痕）
- Siamese（暹罗泰族）、Southern Thai（泰国南部泰族）、Khorat（呵叻泰族）。

## 歷史

傣族遷入東南亞的遷徙路徑

### 嶺南時期
公元前221年，秦始皇統一六國以後，派尉屠騅率領50萬大軍，向嶺南進發。經過幾年的激烈戰鬥，到公元前214年，秦軍最後打敗了西甌的反抗，終於統一了嶺南，設置桂林、南海、象三郡，派官吏進行統治。接著從中原流放了一些漢人罪犯到嶺南地區「與越雜處」，壯族先民地區進入了短暫的郡縣時代。
公元前207年，秦朝滅亡，駐守南海郡的秦將趙佗自立為王，建立南越國。趙佗為了鞏固其統治地位，推行一系列「和綏百越」的政策，自稱「蠻夷大長老」。
漢武帝時期，南越國內部相互傾軋，公元前112年西漢王朝重新出兵嶺南，次年（前111年）打敗南越國，將嶺南重新劃歸到中原王朝的直接統治之下。
從秦始皇統一全國到唐初的一千年左右里，隨著漢人到嶺南參與開發的日漸增多，使得壯族東部各個部族逐漸漢化，嶺南東部地區只留下了部分的壯語地名，只剩嶺南西部仍居住有大量的壯族。結合歷史語言學的研究，可以推斷出傣族與壯族的分化也是在這個漫長的郡縣時代開始的。
僚，在古書中，常用來指嶺南（廣東廣西）一帶的百越土著，同時僚也是壯傣語民族的自稱，至今東南亞的寮國，仍以寮（僚）作為族名與國名，泰語中仍以僚（rau）為複數第一人稱。
例如太平寰宇記(四庫全書本)卷157:「通典云，五嶺之南，人雜夷獠，不知教義，以富為雄。」
又隋書卷三十一:「自嶺已南二十餘郡，大率土地下濕，皆多瘴厲，人尤夭折。南海、交趾，各一都會也......  諸蠻則勇敢自立，皆重賄輕死，唯富爲雄。巢居崖處，盡力農事。刻木以爲符契，言誓則至死不改。父子別業，父貧，乃有質身於子。諸獠皆然。並鑄銅爲大鼓，初成，懸於庭中，置酒以招同類。來者有豪富子女，則以金銀爲大釵，執以叩鼓，竟乃留遺主人，名爲銅鼓釵。」至今廣西壯族仍存有銅鼓習俗。
越南境內有地名，Lao Cai，意思為僚人通過的地方，Lao Phan 意思為僚人經過的地方，至今當地仍有泰傣民族居住。泰傣民族可能是從廣西經過當地，前往中南半島腹地。(G.E. Hall, A History of SEA (1981))

### 壯傣走廊

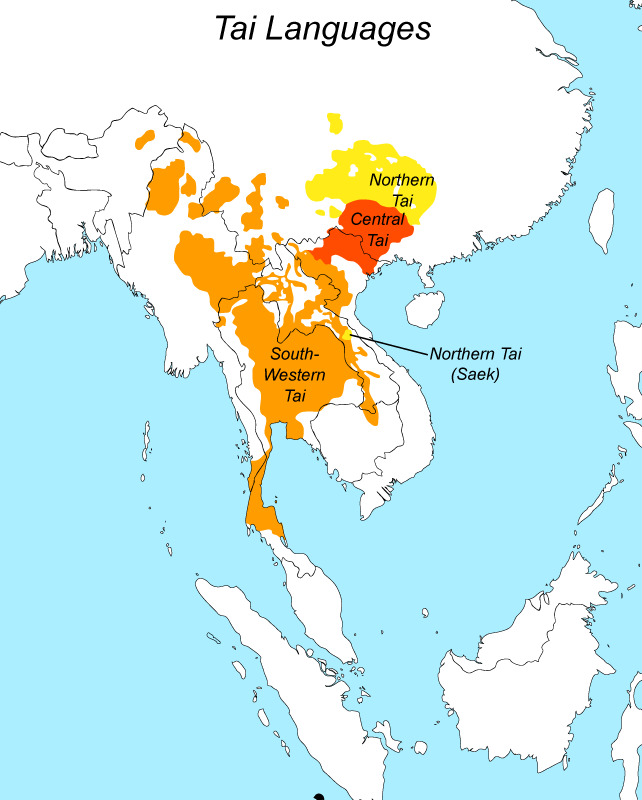
現代壯泰語分布。西南泰是狹義的泰傣語支，其他是壯語。

之後，壯族紛紛南遷，通過廣西的西江流域進入了越南的紅河流域，然後又受到了早已經定居於此的越南京族的排擠，又不得不越過紅河流域，向西進入中南半島，沿左江流域-紅河流域-寮國高原-泰國中部平原等一條長線，形成了所謂的「壯傣走廊」。一部分進入雲南，形成現在的西雙版納傣族。
在「壯泰走廊」形成並發展的漫長歲月當中，由於雲貴高原北部的藏緬語族民族（彝語支民族為主）的南下，以及越南京族政權的興起，兩者開始形成了對壯-泰族先民的鉗狀制約力量，壯泰民族從漫長的壯泰走廊分布變化為逐漸分離局面，也導致了現在壯族先民與現代傣族先民失去了緊密聯繫，終於產生了壯泰民族的最終分化。
從現在民族的分布圖來看，壯族分布與泰族（包括老族、傣族、撣族等）分布呈一個葫蘆狀，壯族的分布區和泰族的分布區為葫蘆的兩大瓢，而兩者之間唯一的連續點就是越南西北泰族地區和雲南文山州的壯族地區，可以窺視出壯泰遷徙歷史的一些脈絡。

### 獨立建國
12世紀，雲南的傣族建立了勐泐（即車里宣慰司）國，首都在景洪，版圖至蘭納、老撾與越南西北。国主叫叭真（帕雅真），有四子，小儿子管西双版纳，其他三人分别管泰国的清迈、越南西北、老挝的丰沙里省，他的王国生存至1950年。
西元1238年，進入中南半島的泰族，建立了素可泰王國，取代了當地原有的孟高棉人政權，在同時代，周邊地區也建立起了其他大大小小的泰族政權，例如瀾滄王國與蘭納王國，形成現在的泰族和寮族先民的政權。這些政權大都受到了這片土地的土著——孟族的影響，在宗教文化上也受到了孟人長久信仰的上座部佛教的洗禮，泰-老民族開始形成了全民信仰上座部佛教的局面。同時，泰傣民族也參考了土著孟族使用的婆羅米文字，替泰語創造了書寫文字。
唐、宋的黑齒蠻、“ 金齿蛮”、“銀齿蛮”、“繡面蛮”、茫蠻、繡脚，“白衣”可能與傣族有關(但有爭議)。元、明、清及民國時期的“白夷”、“摆夷”、“百夷”即為傣族。
而德宏一帶則有被稱為麓川思氏的德宏傣族地方政權，由元末生存至明英宗時代。

## 在中國的分布
根據中華人民共和國2010年人口普查，中國内地31个省级行政区内有傣族人口1,261,311（一百二十六万一千三百一十一）人，位列第19大民族。在中国内地，傣族主要聚居於雲南省西双版纳傣族自治州和德宏傣族景颇族自治州以及耿马、孟连、新平、元江、景谷、金平、双江等县，在保山、鎮沅、瀾滄、元陽、彌勒、馬關等地也有傣族民眾散居。另外四川省凉山州会理县新安乡也是傣族聚居地。一部分南下到越南、緬甸與老撾北部。
因需要暖湿气候种植水稻，其聚居地位于海拔二千米以下，主要分布於雲南西南的河谷平原（大盈江、瑞麗江）。

### 傣族自治地方
- 德宏傣族景颇族自治州
- 西双版纳傣族自治州
- 元江哈尼族彝族傣族自治县
- 新平彝族傣族自治县
- 景谷傣族彝族自治县
- 孟连傣族拉祜族佤族自治县
- 双江拉祜族佤族布朗族傣族自治县
- 耿馬傣族佤族自治縣
- 金平苗族瑤族傣族自治縣

### 傣族乡
| 傣族乡                 | 省   | 市州   | 县区           |
| 勐角傣族彝族拉祜族乡   | 云南 | 临沧市 | 沧源佤族自治县 |
| 湾甸傣族乡             | 云南 | 保山市 | 昌宁县         |
| 湾碧傣族傈僳族乡       | 云南 | 楚雄州 | 大姚县         |
| 船房傈僳族傣族乡       | 云南 | 丽江市 | 华坪县         |
| 石龙坝彝族傣族乡       | 云南 | 丽江市 | 华坪县         |
| 新庄傈僳族傣族乡       | 云南 | 丽江市 | 华坪县         |
| 平村彝族傣族乡         | 云南 | 临沧市 | 临翔区         |
| 芒宽彝族傣族乡         | 云南 | 保山市 | 隆阳区         |
| 龙潭彝族傣族乡         | 云南 | 普洱市 | 思茅区         |
| 荷花傣族佤族乡         | 云南 | 保山市 | 腾冲县         |
| 东坡傣族乡             | 云南 | 楚雄州 | 武定县         |
| 大雪山彝族拉祜族傣族乡 | 云南 | 临沧市 | 永德县         |
| 永兴傣族乡             | 云南 | 楚雄州 | 永仁县         |
| 栗树彝族傣族乡         | 云南 | 临沧市 | 云县           |
| 高大傣族彝族乡         | 云南 | 玉溪市 | 通海县         |
| 新安傣族乡             | 四川 | 凉山州 | 会理县         |

### 中国傣族人口分布
| 位次 | 地区       | 总人口        | 傣族      | 占傣族 人口比例（%） | 占地区 少数民族 人口比例（%） | 占地区 人口比例（%） |
|      | 合计       | 1,245,110,826 | 1,159,231 | 100                  | 1.10049                       | 0.09310              |
|      | 31省份合计 | 1,242,612,226 | 1,158,989 | 100                  | 1.10143                       | 0.09327              |
| G1   | 西南地区   | 193,085,172   | 1,150,154 | 99.217               | 3.19090                       | 0.59567              |
| G2   | 华东地区   | 358,849,244   | 4,283     | 0.369                | 0.17137                       | 0.00119              |
| G3   | 中南地区   | 350,658,477   | 3,528     | 0.304                | 0.01193                       | 0.00101              |
| G4   | 华北地区   | 145,896,933   | 682       | 0.059                | 0.00782                       | 0.00047              |
| G5   | 东北地区   | 104,864,179   | 187       | 0.016                | 0.00171                       | 0.00018              |
| G6   | 西北地区   | 89,258,221    | 155       | 0.013                | 0.00089                       | 0.00017              |
| 1    | 云南       | 42,360,089    | 1,142,139 | 98.526               | 8.06663                       | 2.69626              |
| 2    | 四川       | 82,348,296    | 6,642     | 0.573                | 0.16127                       | 0.00807              |
| 3    | 山东       | 89,971,789    | 1,797     | 0.155                | 0.28400                       | 0.00200              |
| 4    | 广东       | 85,225,007    | 1,256     | 0.108                | 0.09896                       | 0.00147              |
| 5    | 江苏       | 73,043,577    | 1,083     | 0.093                | 0.41669                       | 0.00148              |
| 6    | 广西       | 43,854,538    | 847       | 0.073                | 0.00503                       | 0.00193              |
| 7    | 贵州       | 35,247,695    | 755       | 0.065                | 0.00566                       | 0.00214              |
| 8    | 重庆       | 30,512,763    | 604       | 0.052                | 0.03060                       | 0.00198              |
| 9    | 湖南       | 63,274,173    | 587       | 0.051                | 0.00916                       | 0.00093              |
| 10   | 浙江       | 45,930,651    | 540       | 0.047                | 0.13658                       | 0.00118              |
| 11   | 河南       | 91,236,854    | 500       | 0.043                | 0.04372                       | 0.00055              |
| 12   | 安徽       | 58,999,948    | 373       | 0.032                | 0.09376                       | 0.00063              |
| 13   | 北京       | 13,569,194    | 265       | 0.023                | 0.04526                       | 0.00195              |
| 14   | 上海       | 16,407,734    | 246       | 0.021                | 0.23683                       | 0.00150              |
| 15   | 河北       | 66,684,419    | 229       | 0.020                | 0.00789                       | 0.00034              |
| 16   | 海南       | 7,559,035     | 197       | 0.017                | 0.01500                       | 0.00261              |
| 17   | 福建       | 34,097,947    | 169       | 0.015                | 0.02895                       | 0.00050              |
| 18   | 湖北       | 59,508,870    | 141       | 0.012                | 0.00543                       | 0.00024              |
| 19   | 辽宁       | 41,824,412    | 104       | 0.009                | 0.00155                       | 0.00025              |
| 20   | 内蒙       | 23,323,347    | 96        | 0.008                | 0.00198                       | 0.00041              |
| 21   | 江西       | 40,397,598    | 75        | 0.006                | 0.05966                       | 0.00019              |
| 22   | 山西       | 32,471,242    | 68        | 0.006                | 0.06592                       | 0.00021              |
| 23   | 陕西       | 35,365,072    | 68        | 0.006                | 0.03854                       | 0.00019              |
| 24   | 吉林       | 26,802,191    | 60        | 0.005                | 0.00245                       | 0.00022              |
| 25   | 新疆       | 18,459,511    | 59        | 0.005                | 0.00054                       | 0.00032              |
| 26   | 天津       | 9,848,731     | 24        | 0.002                | 0.00899                       | 0.00024              |
| 27   | 黑龙江     | 36,237,576    | 23        | 0.002                | 0.00130                       | 0.00006              |
| 28   | 西藏       | 2,616,329     | 14        | 0.001                | 0.00057                       | 0.00054              |
| 29   | 甘肃       | 25,124,282    | 13        | 0.001                | 0.00059                       | 0.00005              |
| 30   | 宁夏       | 5,486,393     | 11        | 0.001                | 0.00058                       | 0.00020              |
| 31   | 青海       | 4,822,963     | 4         | 0.000                | 0.00018                       | 0.00008              |
|      | 现役军人   | 2,498,600     | 242       | 0.021                | 0.21664                       | 0.00969              |

## 文化

### 語言文字

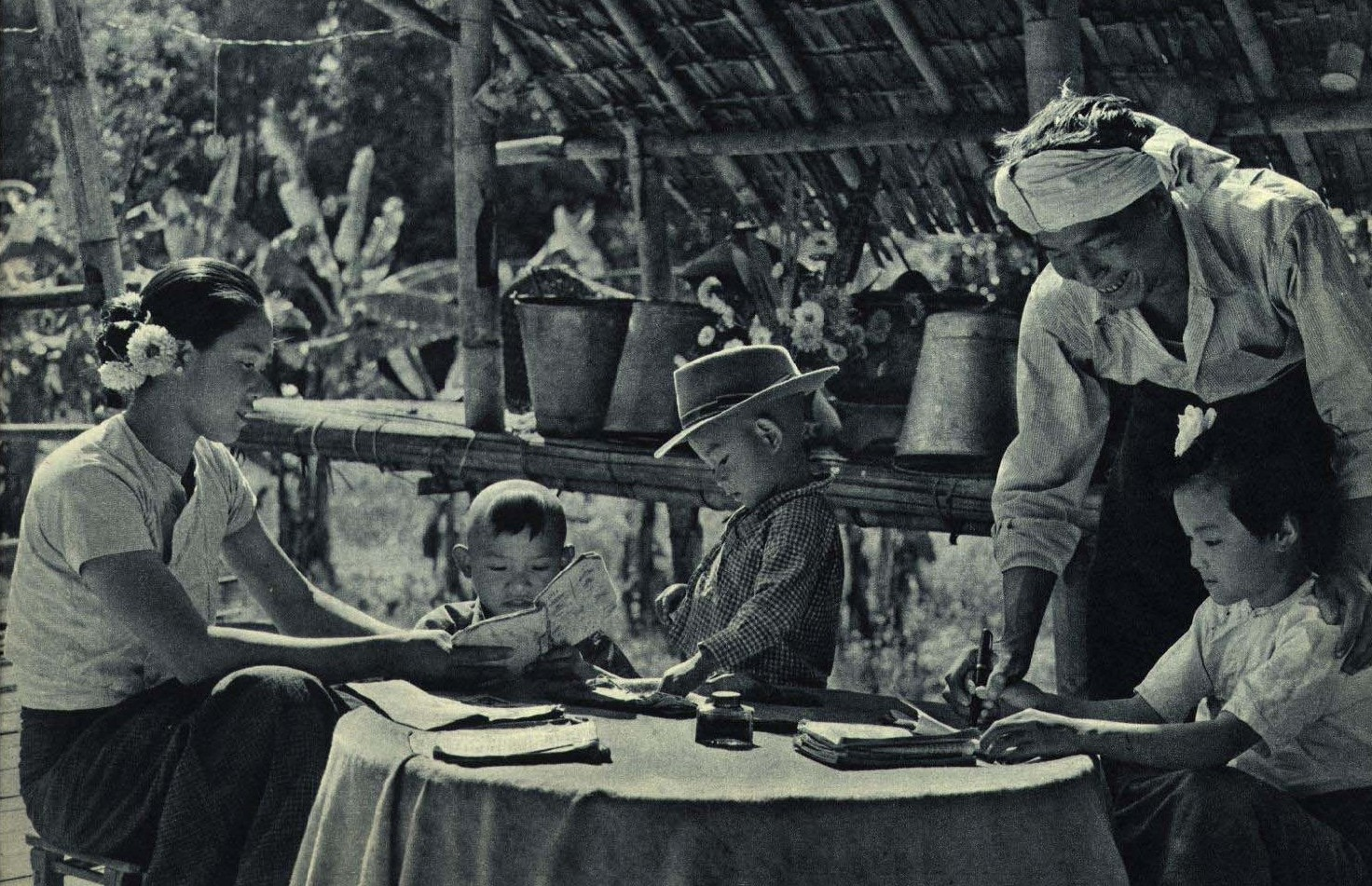
1962年 云南德宏傣族家庭

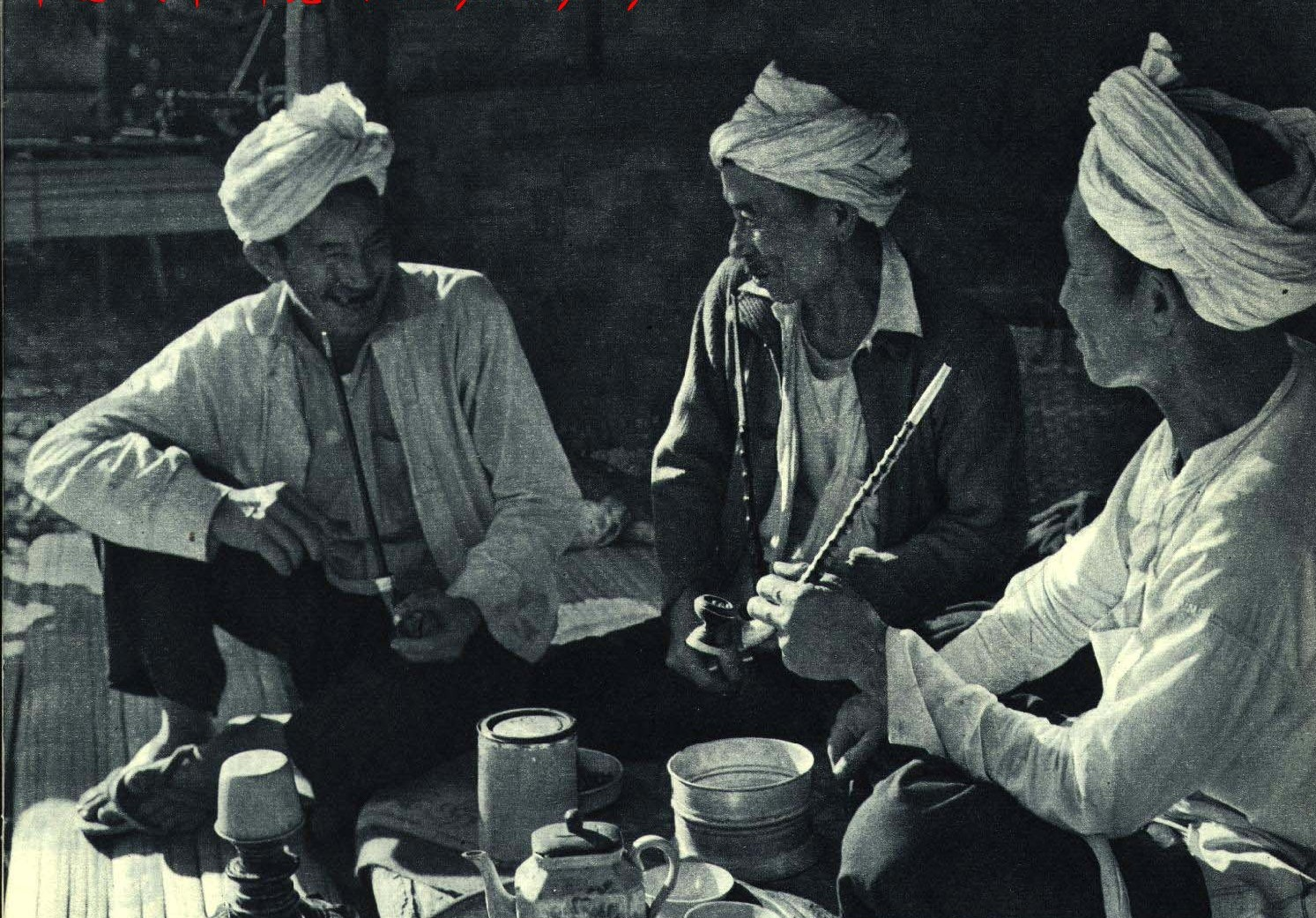
1962年 云南德宏傣族老人

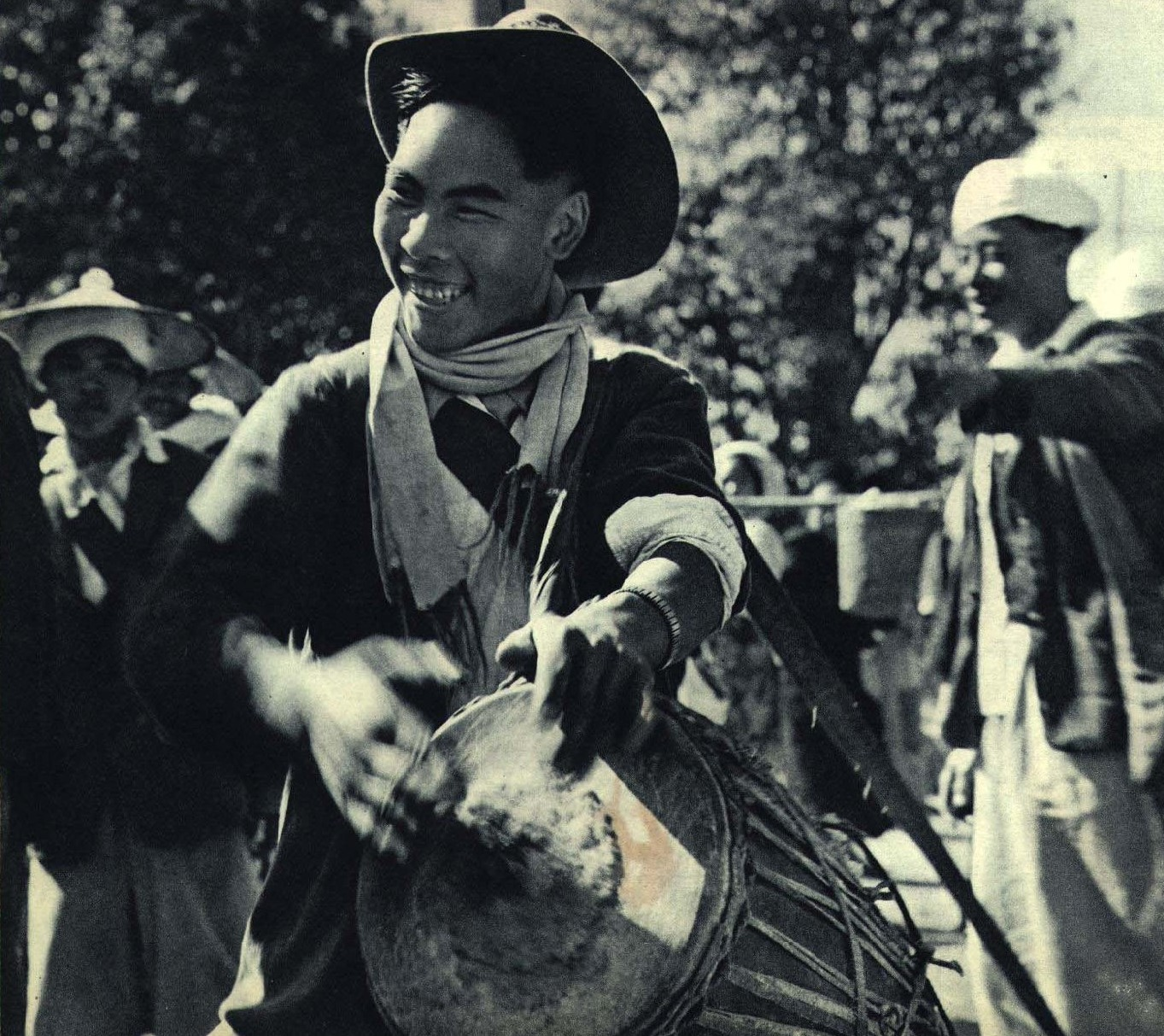
1962年 云南德宏傣族青年庆祝开门节

傣族说德宏傣语（傣那语）、西双版纳傣语（傣仂语）、红金傣语、金平傣语（傣端语）等多种傣语，都属于壯侗語系的台语支。
傣族有自己的文字，分為四種形式：在西雙版納等地通行的稱為傣仂文﹐又稱西雙版納傣文﹔在德宏等地通行的稱為傣哪文﹐又稱德宏傣文﹔在瑞麗﹑瀾滄﹑耿馬等縣市的部分地區使用的稱為傣繃文﹔在金平使用的稱為傣端文，又稱金平傣文。這四種傣文都是從印度的婆羅米字母演變而來的﹐與老撾文﹑泰文﹑緬甸文﹑高棉文屬于同一體系。均為自左向右書寫﹐自上而下換行﹐但形體結構有所差異。
傣文书法是以傣文字体为表观内容，以最初时的火炭笔、白泥巴笔以及后来的“列占”（铁锥笔）、蕨笔、钢笔和毛笔为表现工具的一种线条造型艺术。传统傣文书法有“多温暖斐”、“多勤搭毖”、“多法顸”、“多洛谷”、“多麻环折”、“多南帘夺”等六种书体，傣语把它们统称为“南赞贺折”，意即“六种技法”或“六大形式”。中华人民共和国成立后，新出现的书法艺术有“折篾形”、“猫闭眼形”、“方体形”、“叠压形”、“鸡爪形”、“卷首甩尾形”、“金藤绕圈形”、“金花吐丝形”等众多流派、风格各异的优秀傣文书体。

### 文學戲曲
傣族文学主要為叙事诗。傣族有500部左右的长篇叙事诗。现在保留的傣族传统长篇叙事诗题材广泛，内容丰富，其中有歌唱人类创世活动的如《布桑盖与瓦桑盖》、《坤撒》，颂扬祖先创业事迹的如《叭阿拉吾射金鹿》，反映历史事件的如《召网香召网朔》、《勐卯与景欠战争史》，揭露统治阶级贪婪残暴的如《娥并与桑洛》、《召树屯》、通过爱情主线揭示社会矛盾的如《朗鲸布》、《线秀》，还有新中国成立后表现社会主义新生活的《彩虹》、《流沙河之歌》等。
传统傣戏：過去西双版纳有一种以舞蹈为主兼唱戏词的形式，这是傣戏的雏形。其情节比较简单，主要表现持刀的猎人与化了装的龙、凤、龟、鹤进行斗争。傣戏的发展和完善主要在德宏一带。因此傣戏又称“滇西傣戏”。大约在19世纪初产生于德宏盈江的盏西和干崖。较早的剧目有《公孙犁田》、《冒少对唱》、《十二马》等。到20世纪初，盈江土司成立了第一个傣戏剧团，于是傣戏迅速风靡各地。傣剧的唱腔、道白均用傣语，唱腔以男腔、女腔为主，剧本多根据傣族民间故事改编，表演以本民族歌舞及民间武术为主，也借用其他剧种表演的程式，形成自己的戏曲风格。在傣族民间歌舞的基础上，发挥了表演者道具扇子或手帕的作用，同时借鉴京剧、滇剧和傣拳创造了傣戏的武打动作，脸谱的化装则由原来的红、黑、白三色发展为较为细致的“勾脸”，以表现人物性格。另外还根据剧情和角色的性格改进了曲调形式，音乐集傣族地区丰富的民间曲调而成，伴奏从以象脚鼓、铓锣、钹为主发展到使用多种乐器，并采用了滇剧不少以锣鼓经为主的伴奏手段。各地经常有剧团演出，每逢节庆日，村与村、坝与坝之间还举行巡回的交流演出。
傣族舞蹈种类繁多。西双版纳傣族称舞蹈为“凡”。民间舞蹈有：凡婻诺、凡光罕、凡光、哈凡、凡整。凡婻诺以模仿禽类动作为主要特征，包括孔雀舞、鹭鸶舞、斑鸠舞等。凡光罕是以鹿的模具作为道具而表演的兽类舞蹈，此外还有狮子舞、大象舞等。凡光为鼓舞，舞蹈者挎鼓或击鼓而舞，自己为自己伴奏，仅限于男性表演，在民间流传极广。常见的鼓舞有嘎光鼓舞、象脚鼓舞、大鼓舞等。哈凡为边歌边舞的集体性舞蹈，常见的有《依拉贺》和放高升舞，多在节日期间结群表演。凡整为武术舞，其中包括拳术舞、棒术舞、刀术舞等。表演时常敲击鼓、铓、镲等打击乐器伴奏。表演者的步伐、节奏应与鼓点协调，具有娱乐和自身防卫等特点。除了以上几种有统一名称的舞蹈外，民间还有一些反映生产、生活和风俗习惯的舞蹈，常见的有帽子舞、扇子舞、花环舞、花棍舞、蜡条舞、荷花舞等，其特点以舞蹈动作表现傣族生活的某些侧面，具有浓郁的生活气息。在种类繁多的傣族舞蹈中，孔雀舞是人们最喜爱、最熟悉，也是变化和发展幅度最大的舞蹈之一。每年的佛教节日和迎接新年时，都要表演孔雀舞。
傣族民间乐器有嘎腊萨、玎、筚、多洛、象脚鼓、铓、排铓和傣镲等。傣族的特色乐器葫芦丝是舌簧乐器，用循环换气法能持续发出五度音程，音色优美、柔和、圆润、婉转。在月夜的竹林或傣家竹楼里，能给人以含蓄、朦胧的美感，而吹出的颤音尤如抖动丝绸那样飘逸轻柔。中国著名的作曲家施光南创作出《月光下的凤尾竹》乐曲，使葫芦丝音乐风靡大江南北。象脚鼓因鼓身形似象脚而得名，常与铓锣、傣镲组合在一起，广泛用于歌舞和傣戏伴奏。嘎腊萨是竹制、吊桥形的敲击体鸣乐器。玎是弹拨弦鸣乐器，傣族青年恋爱时经常弹奏，有“爱情乐器”之誉。

### 醫藥
傣族医学相當发达。傣医理论认为，自然界存在风、土、水、火“四塔”，而人体同样由风（气）、水（血）、火、土“四塔”构成。四者平衡则身体健康，四者不平衡则生病。傣医将疾病分为四大类，即热病类、斑疹类、痹病类及毒病、血病类。傣医还根据当地气候特点，将一年分为冷、热、雨三季，选用不同的方药治疗不同季节的疾病。傣医治疗疾病，除采用内服、外用、内外合治三种疗法外，还有一些独特治疗方法，如睡药、敷药、蒸药、薰药、研磨药、刺药等。傣医常用成方有万应小药丸、五宝药散、大成金丹以及目疾咽痛方等。现存傣医药文献有《嘎牙山哈雅》、《玛弩萨罗》、《药典》、《医书》、《药书及病理》等。
傣医院校有： 
- 云南中医药大学民族医药学院
- 滇西应用技术大学傣医药学院（景洪市）
- 西双版纳职业技术学院医学院傣医学专业

### 武術
武术，西双版纳傣语叫“芬整”，德宏一带叫“戛拳”。过去，傣族男子到了十四、五岁，一般都要学会几套武术动作，作为防身、御敌、防野兽之用。腾冲县的永乐寨，男女老幼人人习武，被誉为“傣族武术之乡”。傣族武术广泛吸收了中国汉族太极拳、长拳、形意拳和气功的内容，又引进缅甸、泰国的武术，形成了独特的风格。步伐多以四平马步、弓步、跪步为基础，步稳势烈，节奏分明，多借劲含力，以巧取胜。傣族武术在西双版纳有四个流派：一是以拳术为主的本地派，二是以棍棒为主的汉族传来派，三是以长刀为主的缅甸传来派，四是以短刀为主的泰国传来派，总共有130多套武术。武术中以拳术最为丰富，也最有地方特色，有大洪拳、小洪拳、扑虎拳、四方拳、老虎撩尾拳、螃蟹拳、梅花拳等。傣族人还善于把各种动物的姿态糅合在武术之中，形成别具一格的青蛙拳、蛇拳、孔雀拳、鹭鸶拳、猴拳等。

### 黑陶紅陶
傣族是制作和使用黑陶最多的民族。西双版纳、普洱镇远等地是黑陶的主产地。黑陶器的原料是傣乡特有的一种黑土，经与一定的沙和沾土混合沤透后捶砸揉压制成。黑陶器均以手工拉坯制作，坯拉好后用刀刮或刻画出花纹，晾干后烧制即成。黑陶器一般皆为素色，表面光滑，质地细腻。
由于黑陶具有良好的透气性，因而在炎热的傣乡，长时间用它蓄水不仅不会变质，而且能保持水的清凉感觉。还有一个用途是用作祈吉的滴水器，傣族寺庙佛殿中的柱脚处通常会有一个落水小洞，根据滴水的情况占卜，若有不吉要请佛爷为其念经解除。
傣族红陶制作材料为当地一种红粘土，呈砖红色，配以一定量的沙，拌透揉均，用木棒槌舂、打混合后，用自制的转盘手工拉坯。坯拉好后用有花纹的木拍拍上简单的花纹，放入棚下阴干，阴干后即行烧制。傣族红陶器具出品和用得最多的是罐，傣语称为“莫丁”，一般较大，造型十分别致，用于盛水装饭，在炎热条件下能免除腐坏之虞，为所有傣族人家必备之器。

## 習俗

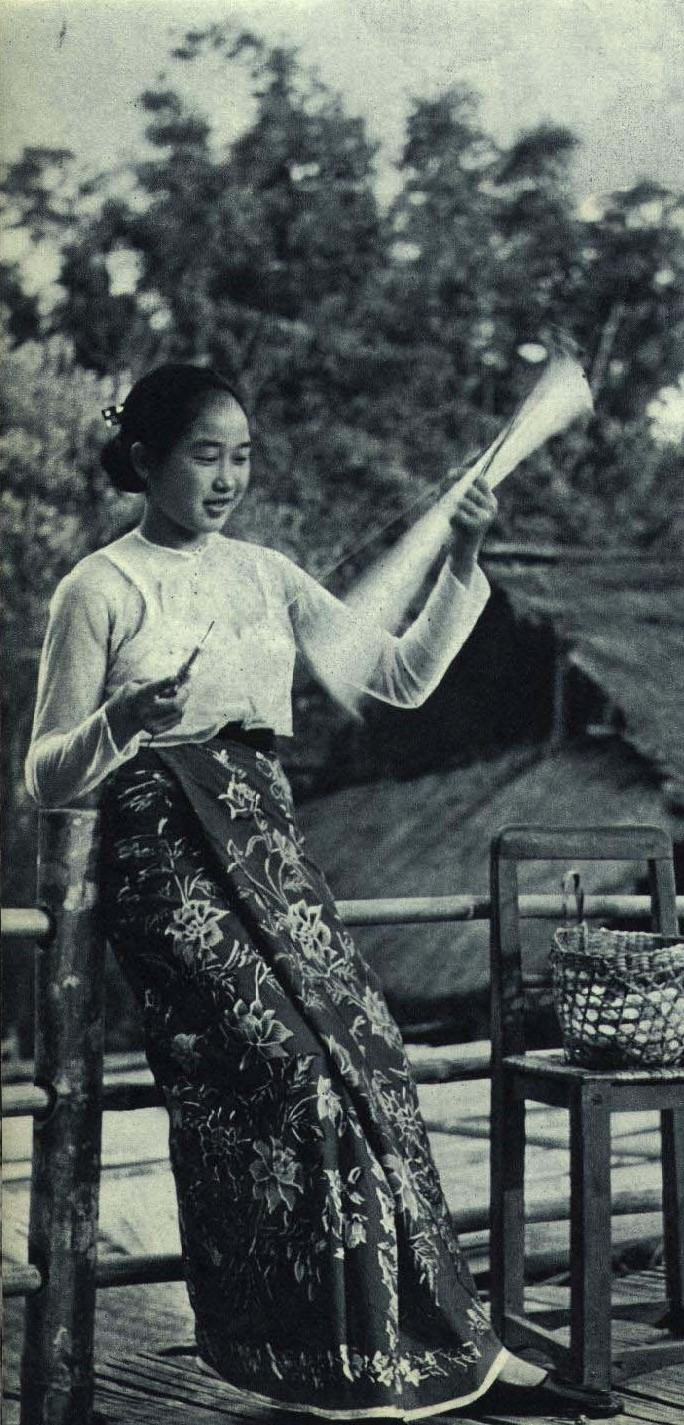
1962年 云南德宏傣族姑娘绕丝

### 服飾
傣族妇女多数束髮，着窄袖短衫和长筒裙，但在芒市等地婚前着短衫，束小围腰，婚后改为穿对襟短衫和黑色筒裙。男子多用白布或青布包头，上着短衫，下穿长裤，冬天冷时披毛毯。过去傣族人有纹身的习俗。

### 節慶
- 泼水节
- 傣族人结婚时要杀牛，并请全村人来到自家吃饭。酒席持续三天。贺者为示感谢，会说一些吉祥话，或送上红包。三天酒席结束后，新郎新娘正式结为夫妻。他們只種一次糧食在冬天结束農耕逸居。